# P-フェニレンジアミン
p-フェニレンジアミン (p-phenylenediamine、PPD) は化学式C6H4(NH2)2で表されるアニリン誘導体である。外見は白色固体だが、空気に触れると酸化して暗色に変化する。主にエンジニアリングプラスチックの原料として用いられるほか、染髪にも利用される。毒物及び劇物取締法により劇物に指定されている
。

## 生産
合成には3つのルートがある。最もよく用いられるのは4-ニトロクロロベンゼンをアンモニア処理して4-ニトロアニリンに変換し、これを水素化するものである。
ClC6H4NO2 + 2NH3 → H2NC6H4NO2 + NH4Cl
H2NC6H4NO2 + 3H2 → H2NC6H4NH2 + 2H2O
デュポンでは、アニリンをジフェニルトリアジンに変換した後、酸触媒によって4-アミノアゾベンゼンを得て、これを水素化するルートが用いられる。

## 利用

### ポリマー
PPDは2つのアミノ基を持つため、高分子の一部となることが可能である。アラミド繊維・プラスチックの前駆体として用いられ、塩化テレフタロイルとの反応でケブラー、ホスゲンとの反応でポリウレタンの前駆体となるジイソシアネートを生成する。

ケブラーの分子構造。1つのモノマー単位が太線で、水素結合が点線で描かれている。

### 染料
毛髪染料として一般的だったが、近年は2,5-ジアミノ(ヒドロキシエチルベンゼン)や2,5-ジアミノトルエンなどの誘導体が用いられるようになっている。染料として用いられる他の化合物にはテトラアミノピリミジン・インドアニリン・インドフェノール類などがあり、ジアミノピラゾールは赤から紫の染色に用いられる。これらの物質は正確には染料の前駆体で、そのままではほぼ無色であるが酸化されることで発色する。
アレルギーの原因物質として有名であり接触性皮膚炎を起こすことがある

### 酸化防止剤
容易に酸化されるため、PPD誘導体はゴム製品のオゾン化防止剤として用いられている。PPDにナフチル基やイソプロピル基などを導入することで、抗酸化性や皮膚刺激性を変化させることができる。

### その他
あるPPD誘導体がCD-4の名で、C-41現像に用いられるカラー現像液として販売されている。これはフィルム中の銀粒子と反応して発色し、イメージを生成する。
ヘンナの代替物として一時的な入れ墨に用いられる場合があるが、重度の接触性皮膚炎が報告されている。

## 安全性
水生生物に対する半数致死量は0.028 mg/L程度である。アメリカ合衆国環境保護庁はマウスとラットに対し、餌にPPDを混入することによる慢性的な曝露実験を行った。この実験では体重減少は観察されたが、他の毒性の兆候は見られなかったことが報告されている。ある調査ではPubMedを用いて、1992年1月から2005年2月までに英語で出版された、毛髪染料と悪性腫瘍との相関を評価した31の研究について調べている。その結果、"最低でも1つのよく設計された曝露評価研究"において、個人的な毛髪染料の使用と非ホジキンリンパ腫・多発性骨髄腫・急性白血病・膀胱癌の間に相関が観察されていたが、他の研究ではそのような結果は得られていなかった。各研究の間で暴露評価の方法が統一されていなかったため、正式なメタアナリシスは不可能だった。
2005年から2006年に行われたアレルギー性接触性皮膚炎が疑われる患者に対するパッチテストにおいて、PPDは5.0%の患者に陽性を示した。これは用いられた65の化学物質のうち10番目に高いものである。
CDCはPPDを接触アレルゲンに分類している。曝露ルートとしては吸入・経皮吸収・経口摂取・粘膜接触などがあり、症状としては咽頭や喉頭の炎症・気管支喘息・感作性皮膚炎などが報告されている。感作の影響は生涯に渡る場合がある。能動感作を引き起こす製品として、黒染された生地、インク類、毛髪染料、染色された毛皮・皮革、写真製品などがあるが、これらに限られるものではない。PPDは米国接触皮膚炎学会によって2006年のAllergen of the Yearに選ばれている。
PPDによる中毒は稀であるが、自殺目的で大量摂取した事例では、重度の口腔咽頭浮腫や横紋筋融解症が観察された。